# Милан Торбица
Милан Торбица (Србац, 28. април 1946) је генерал-потпуковник Војске Републике Српске и савјетник министра за борачко-инвалидску заштиту Републике Српске.
Чин пуковника стекао је 1989, а чин генерал-мајора 1997. године. Од 20. марта 2001. године, због усклађивања чинова ВРС, ванредно је преименован у чин генерал-потпуковника.
Милан Торбица је у периоду 1987—1992. обављао дужност начелника Штаба и командант ракетног пука противваздушне одбране ЈНА. Учесник је рата у Босни и Херцеговини 1992-1995, гдје је обављао дужност команданта Ратног ваздухопловства и противваздушне одбране Војске Републике Српске. Након рата остаје активно војно лице ВРС-а све до 2002. године када одлази у пензију.
Године 2010. Торбица је именован за савјетника министра за борачко-инвалидску заштиту Републике Српске.